# Schuifankermotor

Schematische weergave van een schuifankermotor
A = stator, B = rotor, C = remschijf, D = drukveer

Een schuifankermotor is een zelfremmende elektromotor, meestal een driefasige asynchrone motor met kooianker. De schuifankermotor bezit een conisch uitgevoerde rotor die in een eveneens conisch uitgevoerde stator draait. De rotor kan over een beperkte afstand in axiale richting (de richting van de as) vrij bewegen in de stator. Aan de achterzijde van de rotor is een remschijf bevestigd die door een drukveer tegen een remvoering binnenin het motorhuis wordt gedrukt.
Op het moment dat de statorwikkeling van spanning wordt voorzien zal het magnetisch veld van de stator de kooirotor volledig, tegen de veerdruk in, in de stator trekken. Deze beweging zorgt ervoor dat de remschijf vrijkomt en de rotor kan ronddraaien. Als de motor wordt uitgeschakeld wordt de rotor door de werking van de drukveer uit de stator geduwd. Deze kleine axiale verplaatsing brengt de remschijf tegen het vaste remvlak zodat de motor snel tot stilstand komt. De rem blijft geblokkeerd totdat de stator weer van spanning wordt voorzien.
Schuifankermotoren, die vooral voor beperkte vermogens worden gebouwd, worden toegepast bij elektromechanisch aangedreven hijs- en hefwerktuigen omdat het bij het uitvallen van de spanning de motor automatisch wordt geremd.